# Соловьёв, Владимир Николаевич (художник)
Влади́мир Никола́евич Соловьёв (род. 5 ноября 1926, Баку, Азербайджанская ССР-ум.11 августа 1995, Смоленск, Российская Федерация) — советский и российский художник и педагог.
Первоначальное художественное образование получил в Азербайджанском государственном художественном училище. которое окончил в 1945 году. Затем продолжил учёбу в средней художественной школе при Академии художеств СССР, окончив её в 1947 году. Поступив  Академию художеств СССР, высшее образование получал, обучаясь в мастерской Б.В. Иогансона. Завершив учёбу в 1953 году, поступил на работу в Смоленские художественно-производственные мастерские Худфонда РСФСР, где проработал художником до 1961 года. В 1965 году стал членом Союза художников СССР. В Смоленской организации Союза художников был членом правления и зонального выставочного комитета. А в 1968 и в 1969 годах, когда проходили съезды Союза художников СССР, был их участником. Начиная с 1971 года работал в Смоленском государственном педагогическом институте им. К. Маркса, занимая должность доцента. Имеет Почетные грамоты Министерства культуры и Министерства Просвещения РСФСР, секретариата правления Союза художников СССР и ряда издательств.
Похоронен на Селифоновском кладбище под Смоленском.

## Память
Смоленский государственный музей-заповедник в рамках проекта «День рождения художника» в 2023 году провел выставку его линогравюры «Над Днепром» 1969 года. По мнению Заслуженного художника России Веры Самариной, Владимир Солвьёв как график был художником «очень высокого уровня».